# Corybas umbrosus
Corybas umbrosus är en orkidéart som beskrevs av John Dransfield och James Boughtwood Comber. Corybas umbrosus ingår i släktet Corybas, och familjen orkidéer.
Artens utbredningsområde är Java. Inga underarter finns listade i Catalogue of Life.